# Druga szkoła wiedeńska

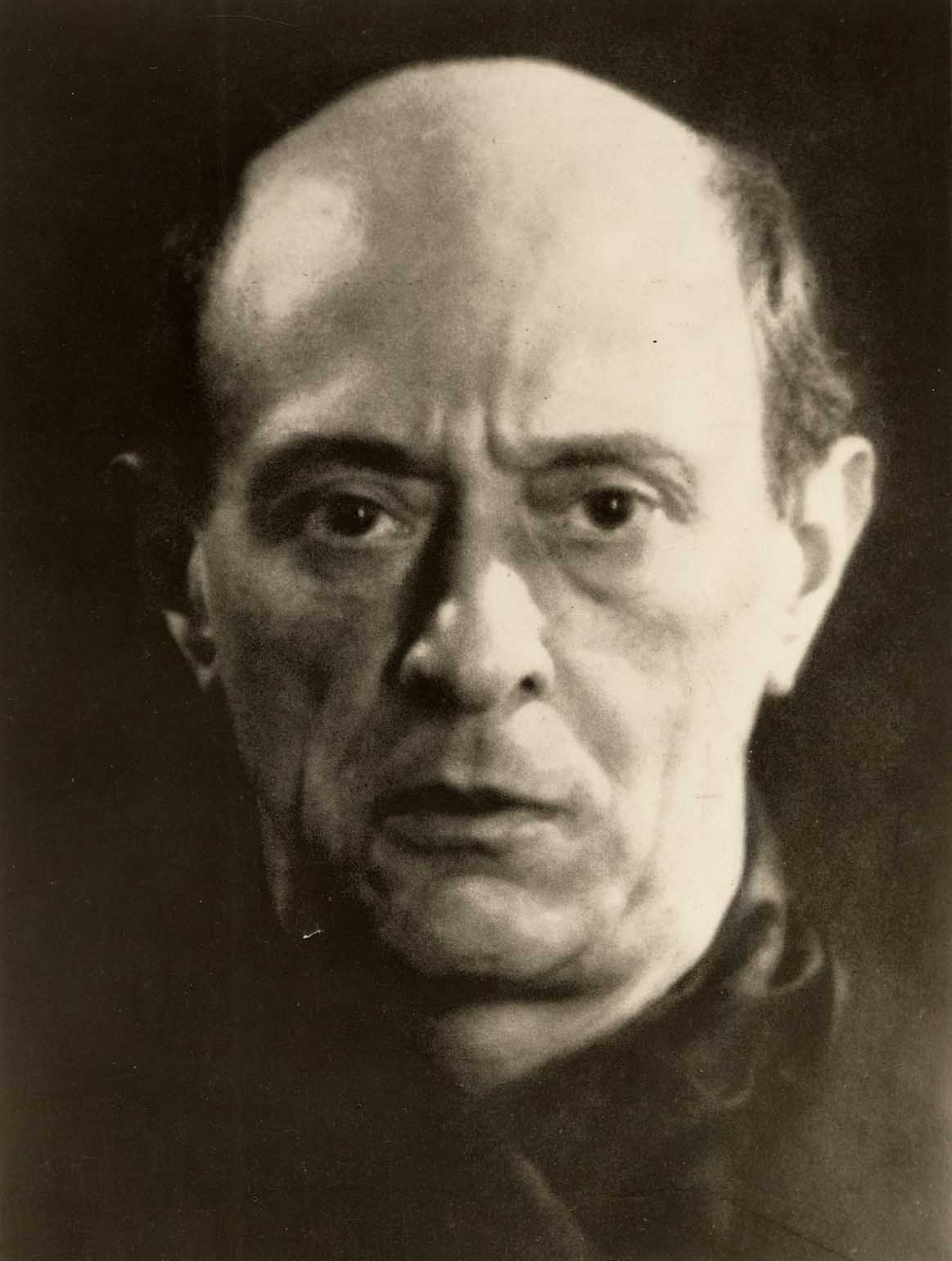
Arnold Schönberg – twórca szkoły (autor zdjęcia: Man Ray)

Druga szkoła wiedeńska (druga po klasykach wiedeńskich), Wiedeńska szkoła dodekafoniczna – określenie stosowane wobec grupy muzyków skupionej w Wiedniu w I poł. XX wieku wokół Arnolda Schönberga. Zaliczają się tutaj także Alban Berg oraz Anton Webern.
Pochodzący z żydowskiej rodziny zamieszkującej wiedeński Leopoldstadt Arnold Schönberg w dużej mierze był samoukiem, choć uczył się w dzieciństwie gry na skrzypcach, potem również na altówce i na wiolonczeli. Toteż pierwsze jego kompozycje nie wyróżniały go specjalnie spośród innych muzyków współczesnego mu Wiednia. Szybko jednak zaczął eksperymentować, co przyciągnęło do niego grupę kilku młodszych muzyków, wśród nich właśnie Antona Weberna i Albana Berga. Tak powstała wiedeńska szkoła dodekafoniczna. Muzycy ci zrezygnowali z centrum tonalnego oraz wzajemnego związku akordów tworząc styl określany jako muzyka atonalna. Muzyka ta swoich sympatyków i uznanie zyskiwała jednak dość wolno i w wąskich kręgach melomanów, aż do lat trzydziestych, kiedy to Schönberg został wreszcie ogólnie uznany za jednego z ważniejszych kompozytorów swojego pokolenia.
Najbardziej wpływowym rzecznikiem tego środowiska był Theodor Adorno.